# Stinesville
Stinesville és una població dels Estats Units a l'estat d'Indiana. Segons el cens del 2000 tenia 194 habitants.

## Demografia
Segons el cens del 2000, Stinesville tenia 194 habitants, 67 habitatges, i 48 famílies. La densitat de població era de 680,9 habitants/km².
Dels 67 habitatges en un 32,8% hi vivien nens de menys de 18 anys, en un 55,2% hi vivien parelles casades, en un 11,9% dones solteres, i en un 26,9% no eren unitats familiars. En el 25,4% dels habitatges hi vivien persones soles el 16,4% de les quals corresponia a persones de 65 anys o més que vivien soles. El nombre mitjà de persones vivint en cada habitatge era de 2,9 i el nombre mitjà de persones que vivien en cada família era de 3,35.
Per edats la població es repartia de la següent manera: un 30,9% tenia menys de 18 anys, un 6,2% entre 18 i 24, un 29,9% entre 25 i 44, un 22,7% de 45 a 60 i un 10,3% 65 anys o més.
L'edat mediana era de 36 anys. Per cada 100 dones de 18 o més anys hi havia 91,4 homes.
La renda mediana per habitatge era de 31.875 $ i la renda mediana per família de 36.875 $. Els homes tenien una renda mediana de 26.667 $ mentre que les dones 15.000 $. La renda per capita de la població era d'11.411 $. Cap de les famílies i l'1% de la població estaven per davall del llindar de pobresa.

## Poblacions més properes
El següent diagrama mostra les poblacions més properes.